# 莊大田
莊大田（1734年—1788年），福建省漳州府平和縣廣坑庄人（今福建省漳州市平和縣五寨鄉優美村人），臺灣清治時期民變領袖，林爽文事件的領導者之一。

## 生平
乾隆七年（1742年）時莊大田八歲，隨父親渡海至臺灣府彰化縣。莊父死後，葬於諸羅縣台斗坑，而莊大田遷居鳳山縣篤加港。
莊大田後成為鳳山天地會首領，林爽文事件時於鳳山起兵響應，自號洪號輔國大元帥。莊的勢力曾二度攻下鳳山縣城，與林爽文勢力大抵以臺灣府府治劃分南北，不過兩股勢力兩度圍攻臺灣府城失敗。
陝甘總督福康安率清兵登陸鹿港後，又在臺灣募兵數千人，合兵一萬四千，擊敗林爽文。又莊大田與泉州籍首領莊錫舍有嫌隙，莊錫舍投奔清兵，大田行蹤遂為清軍所知，被乌什哈达率領的水師抓獲時，已身受重傷。後在臺灣府被處死，函首燕京。

## 家族
莊家祖上可溯及永春州:81，莊大田父親莊二久，母黃氏，兩人另有一子莊大麥。妻童氏，子莊天益（義），娶劉氏；莊天畏，娶陳氏及莊天勇三子。孫莊有（莊阿莫），為莊天畏之子。後莊天義、莊天勇帶著母親、祖母及家眷逃往琅嶠，被官兵捉獲，兩人被帶到北京處死，死時皆為二十來歲；莊天畏隨莊大田逃往琅嶠，中途為生番所殺。
堂弟莊大韭（莊大九），亦為民變重要人物，曾攻破鳳山城，莊大田封做護國元帥，乾隆三十六年（1771年）攜母來到臺灣。父莊義、母林氏，妻楊氏，兩人無子女。另有兩弟莊扒、三弟莊躁。後於北京遭凌遲處死。時莊大田原鄉平和縣亦有堂兄弟，名莊樹，小他十餘歲。

## 圖集
- 內埔忠勇祠供奉對抗莊大田而死的客家人[8]。
- 六堆因協助捕抓莊大田，保力庄民（今車城鄉保力村）亦得褒忠匾額一塊，並於乾隆五十四年（1789年）秋豎立紀念碑[9]
- 車城福安宮嘉勇公福康安頌德碑，又稱「福康安等平亂頌德碑」，此碑為福康安追捕莊大田至此題詞勒石，而由當地「義民」等人立碑，學者何培夫認為此碑反映清廷恩威並施的平亂措施。[10]